# Oskar Luts-huismuseum
Het Oskar Luts-huismuseum is een museumwoning in de Estse stad Tartu. Het museum is gevestigd aan de Riiastraat en was het laatste woonhuis van Oskar Luts, een bekend schrijver uit Tartu. Het museum bevat een permanente tentoonstelling genaamd Oskar Luts: langs de delicate scheidslijn van leven en verbeelding, die een overzicht geeft van Luts' werk en zijn rol in de Estse cultuurgeschiedenis.
De authentieke werkkamer en logeerkamer van de schrijver zĳn te bezichtigen, evenals een wassen beeld van Luts achter zijn werktafel. Het museum wordt beheerd door het Stadsmuseum van Tartu.